# Новоольховка (Волгоградская область)
Новоольховка — хутор в Ольховском районе Волгоградской области, в составе Гуровского сельского поселения.
Население — 188 чел. (2010)

## История
В 1928 году Новоольховский сельсовет Малодельской волости Усть-Медведицкого округа включён в состав Ольховского района Камышинского округа (округ ликвидирован в 1934 году) Нижневолжского края (с 1936 года — Сталинградской области, с 1961 года — Волгоградской области). В том же году Новоольховский сельсовет был упразднён, населённый пункт включён в состав Гуровского сельсовета
В 1954 году	Киреевский, Разуваевский и Гуровский сельсоветы были объединены в один Киреевский сельсовет, с центром в хуторе Киреев, с включением населенных пунктов: хутора Киреев,  Разуваево, Гурово, Новая Ольховка, Прудки. В 1963 году в связи с упразднением Ольховского района хутора Гурово и Новая Ольховка (колхоз «Победа») Киреевского сельсовета Ольховского района вошли в состав Котовского района и были включены в состав Попковского сельсовета. В 1966 году населенные пункты Гуров и Новоальховка (так в документе) Попковского сельсовета Котовского района, входившие в состав колхоза «Победа», вновь были переданы в состав Киреевского сельсовета Ольховского района. В 1967 году был образован Гуровский сельсовет в центром в хуторе Гуров, в состав которого были переданы хутора Гуров и Новая Ольховка, а также Малый хутор. Среди поселений колхоза "Победа"( 1 и 2 отделения), в то время также числились Дальняя ферма, Прудки и Птичник. В хуторе Ново-Ольховка имелась начальная школа, детский сад, медпункт, сельский клуб, магазин.

## Общая физико-географическая характеристика
Хутор находится в степной местности, на реке Ольховке (преимущественно на правом берегу), в пределах Доно-Медведицкой гряды Приволжской возвышенности, на высоте около 110 метров над уровнем моря. Почвы тёмно-каштановые солонцеватые и солончаковые.
По автомобильным дорогам расстояние до областного центра города Волгоград — 200 км, до районного центра села Ольховка — 31 км.
Часовой пояс
Новоольховка, как и вся Волгоградская область, находится в часовой зоне МСК (московское время). Смещение применяемого времени относительно UTC составляет +3:00.

## Население
Динамика численности населения
| 1987 | 2002 |
| ---- | ---- |
| ≈250 | 216  |

| 2010 |
| ---- |
| 188  |